# Парканна виставка
«Парканна виставка» — одна з перших відкритих акцій одеського андеграунду, що відбулася у 1967 році, коли молоді художники Станіслав Сичов і Валентин Хрущ виставили свої роботи на дерев'яному будівельному паркані біля Одеського оперного театру, підписавши крейдою «Сичик+Хрущик».

## Історія
8 травня 1967 року одеські художники Станіслав Сичов і Валентин Хрущ, чиї роботи в черговий раз не були допущені на виставку, вирішили самостійно показати публіці свої картини. Для розміщення несанкціонованої експозиції був обраний дощатий паркан біля скверу Пале-Рояль, встановлений у зв'язку з ремонтом Оперного театру. «Парканна виставка» тривала лише три години й була розігнана міліцією. Ця подія в Одесі відбулася на сім років раніше знаменитої «Бульдозерної виставки» в Москві, вона вважається початком публічної діяльності радянського нонконформізму.
В історії російського футуризму був прецедент: в 1919 році футуролог Антон Сорокін провів в Омську три «парканні виставки». Омськ в той момент був столицею Колчака, і, попри заборону колчаківської влади, Сорокіну право на проведення цих виставок дала довідка за підписом випускника Одеського театрально-художнього училища Давида Бурлюка.

## Цитати
- «Звичайно, шлях в офіційні виставкові зали авторам, які сповідують «чужі» форми живопису і скульптури, був закритий. Вихід з ситуації, що склалася знайшли в акціях «квартирних виставок», на які стікалися натовпи зацікавлених людей. Центром цього руху були Л. Яструб, О. Ануфрієв, В. Стрельников, В. Хрущ, С. Сичов. Енергія художників була спрямована на створення образів, позбавлених будь-якої ідеологічної і політичного забарвлення. Увага концентрувалася на вдосконаленні чистого мистецтва, в якому зміст і форма — об'єкт естетичної насолоди і ні в якій мірі не політичний коментар. Ця особливість відрізняла одеситів від руху московських нонконформістів, багато ідей яких їм були, безумовно, близькі. Всього три години тривала виставка на паркані біля Оперного театру «Сичик+Хрущик». Це був 1967 рік. Вже немає в живих ні Станіслава Сичова, ні Валентина Хруща. Але резонанс їх зухвалого вчинку, першого публічного виклику офіціозу - був величезний, вийшов далеко за межі Одеси, безсумнівно, послужив прикладом московським виставкам, зокрема, «бульдозерної». «Сичик + Хрущик» залишилися легендою Одеси, луною далекого вже часу «буйних» шістдесятих. З цієї короткої акції можна вести відлік історії радянського неофіційного мистецтва. На щастя, збереглася фотографія Михайла Рибака, художників підтримувала редакція газети «Комсомольська іскра», на виставці біля Оперного театру були редактор І. Беленьков, письменник А. Львов, журналісти А. Іванов, Є. Голубовський. З експозиції, присвяченій історичній «забірній» виставці, розпочав свою виставкову діяльність і музей сучасного мистецтва Одеси» — Сергій Князев, 2009[1].

## Пам'ять
- У 1997 році відбулася виставка «Сичик+Хрущик», сучасна версія цієї відомої події. Юні художники власними роботами відтворили події виставки паркану.
- Протягом 2010 року в Одесі, на згадку про події 1967 року, відбувалася Виставка парканів — 2, в якій були задіяні Сергій Ануфрієв, Сергій Боголюбов, Вадим Грінберг, Вадим Бондаренко, Леонід Войцехов, Дмитро Дульфан та інші. Виставка була розміщена на реставраційних риштуваннях Морського музею.
- Чергова реконструкція виставки «Огородження» виконана для масштабної виставки «Одеська школа», яка проходила з 12 по 30 червня 2013 року.
- В Одеському музеї сучасного мистецтва «Фестивальна виставка» має меморіальний зал, де реконструйовано саме цю виставку, зокрема напис на паркані «Сичик»[4].